# Kuncen (Padangan)
Kuncen is een bestuurslaag in het regentschap Bojonegoro van de provincie Oost-Java, Indonesië. Kuncen telt 4703 inwoners (volkstelling 2010).